# Frühlingsstimmen
Frühlingsstimmen, op. 410, är en konsertvals av Johann Strauss den yngre. Den spelades första gången den 1 mars 1883 på Theater an der Wien i Wien. 

## Historia

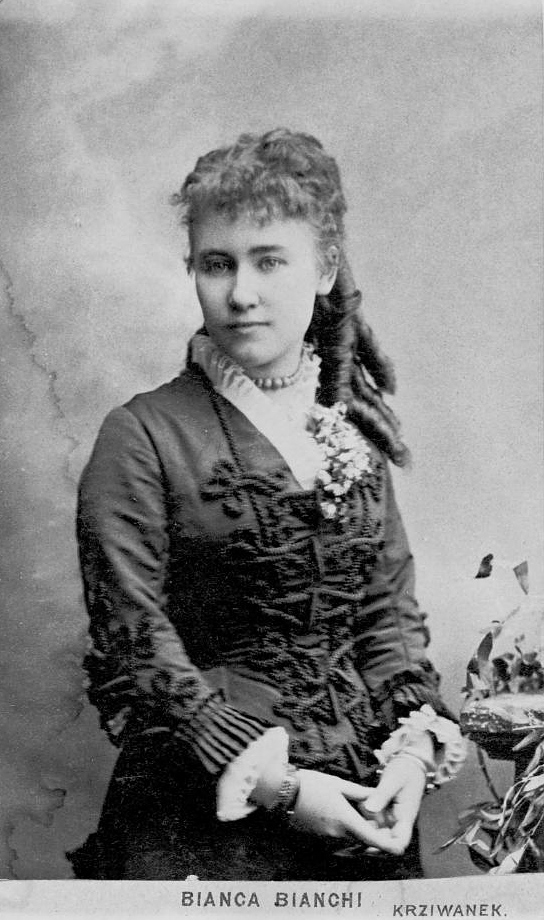
Bianca Bianchi.

Vintern 1882/1883 fick Johann Strauss erbjudande om att komponera en konsertvals till koloratursopranen Bianca Bianchi (1855-1947). Valsen skulle framföras vid en välgörenhetskonsert den 1 mars vid en stor galafest i Theater an der Wien. Efter att ha komponerat flera framgångsrika körvalser var Strauss nyfiken på att skriva för soloröst. Librettisten Richard Genée, som vid tillfället var upptagen med Strauss operett En natt i Venedig, erbjöd sig att skriva texten.
På hösten 1882 befann sig Strauss i Budapest för att övervara premiären av sin operett Det lustiga kriget. Han åtföljdes för första gången av Adèle Strauss, en ung änka som skulle bli hans tredje hustru. Enligt samtida rapportering var det vid en privat tillställning som Johann Strauss gav en oförberedd konsert och spelade fyrhändigt piano med en annan gäst, Franz Liszt. De två hade känt varandra i över trettio år (Strauss hade tillägnat Liszt Abschieds-Rufe i januari 1856) och mötts vid otaliga tillfällen. Det är möjligt att det var vid detta möte som upprinnelsen till att komponera valsen Frülingsstimmen uppstod, ett verk som inte är en typisk "violinvals" utan snarare en vals för piano. I februari 1883 återvände Strauss till Budapest för att dirigera ytterligare en föreställning av Det lustiga kriget och den 4 februari mötte han åter Liszt när båda var gäster hos den ungerske författaren Gustav Tarnóczy. Tidningen Fremdenblatt (7.02.1883) skrev om den improviserade konserten. Evenemanget hade inletts med Carl Maria von Webers "Jubel-Ouvertyr" spelad fyrhändigt av Liszt och värdinnan. "Strauss vände blad. Efter det satte sig Strauss vid pianot och spelade sina senast, ännu opublicerade, kompositioner. [En annan tidning refererade specifikt till "Bianchi-Walzer"]" Strauss var så nöjd med sin vals att han skickade kopior av den till en av det österrikiska kejsarhovet; ärkehertig Wilhelm Franz Karl, som den 17 februari svarade: "Käre Strauss! Tack för din utsökta konsertvals. Igår kväll kunde jag inte får nog av att spela dess fängslande melodier och spelade om den oupphörligen." 
Johann Strauss dirigerade själv orkestern vid valsens premiär den 1 mars 1883 och succén var så stor att Bianca Bianchi fick ta om sången omedelbart. Tidningen "Neue Freie Presse" prisade Bianchis "briljanta virtuositet" och sa om valsen: "Kompositionen, en nästan konstant sekvens av koloraturer, staccaton och drillar, är mindre av en dans än ett konsertstycke som koloratursångare av alla språk snart kommer ta upp på sina repertoarer". Andra kritiker var mindre entusiastiska: "Fremdenblatt" fann den "alltför fransk", "Die Presse" bedömde den som "alltför banal" och "Die Wacht an der Donau" avfärdade den som "den mest mediokra, alltför många koloraturer, inte särskilt melodiösa vårvals". Bianchi gillade stycket och sjöng det åter åtta dagar senare som en inlaga i Léo Delibes opera Le roi l’a dit på Wiener Hofoper. Hon skulle även komma att sjunga den som extranummer i Gioacchino Rossinis opera Barberaren i Sevilla. Sålunda blev Frülingsstimmen det första av Strauss egna verk att framföras på Wiener Hofoper.
Den rena orkesterversionen av valsen (som har en avvikande instrumentering) spelades första gången den 18 mars 1883, då Johanns broder Eduard Strauss dirigerade den med Capelle Strauss vid en av sina söndagskonserter i Gyllene salen i Musikverein. Även denna version hyllades av publiken och fick upprepas. En senare utgåva av valsen tillägnade Strauss sin nära vän och kollega, pianisten Alfred Grünfeld.

## Om valsen
Speltiden är ca 8 minuter plus minus några sekunder beroende på dirigentens musikaliska tolkning.

### Texten
Richard Genées text:
Die Lerche in blaue Höh entschwebt,
der Tauwind weht so lau;
sein wonniger milder Hauch belebt
und küßt das Feld, die Au.
Der Frühling in holder Pracht erwacht,
ah alle Pein zu End mag sein,
alles Leid, entflohn ist es weit!
Schmerz wird milder, frohe Bilder,
Glaub an Glück kehrt zurück;
Sonnenschein, ah dringt nun ein,
ah, alles lacht, ach, ach, erwacht!
Da strömt auch der Liederquell,
der zu lang schon schien zu schweigen;
klingen hört dort wieder rein und hell
süße Stimmen aus den Zweigen!
Ah leis' läßt die Nachtigall
schon die ersten Töne hören,
um die Kön'gin nicht zu stören,
schweigt, ihr Sänger all!
Voller schon klingt bald ihr süßer Ton.
Ach ja bald, ah, ah ja bald!
Ah, ah, ah, ah!
O Sang der Nachtigall, holder Klang, ah ja!
Liebe durchglüht, ah, ah, ah,
tönet das Lied, ah und der Laut,
süß und traut, scheint auch Klagen zu tragen,
ah ah wiegt das Herz in süße Träumerein,
ah, ah, ah, ah, leise ein!
Sehnsucht und Lust
ah ah ah wohnt in der Brust,
ah, wenn ihr Sang lockt so bang,
funkelnd ferne wie Sterne,
ah ah zauberschimmernd wie des Mondes Strahl,
ah ah ah ah wallt durchs Tal!
Kaum will entschwinden die Nacht,
Lerchensang frisch erwacht,
ah, Licht kommt sie künden,
Schatten entschwinden! ah!
Ah des Frühlings Stimmen klingen traut,
ah ja, ah ja ah o süßer Laut,
ah ah ah ah ach ja!

## Weblänkar
- Frühlingsstimmen i Naxos-utgåvan.